# 18992 Katharvard
18992 Katharvard è un asteroide della fascia principale. Scoperto nel 2000, presenta un'orbita caratterizzata da un semiasse maggiore pari a 2,9844418 UA e da un'eccentricità di 0,0185857, inclinata di 8,68596° rispetto all'eclittica.